# ファウズィーヤ・ビント・フアード

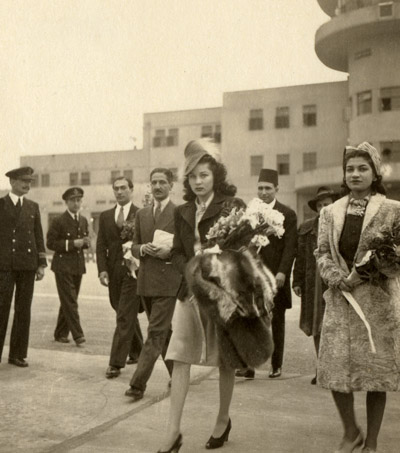
カイロ国際空港に到着したファウズィーヤ

ファウズィーヤ・ビント・フアード（ペルシア語: شاهدخت فوزیه；アラビア語: الأميرة فوزية；ラテン文字転写:Fawzia bint Fuad, 1921年11月5日 - 2013年7月2日）は、エジプト王フアード1世の娘で、ファールーク1世の妹。最後のイラン王（のち皇帝）モハンマド・レザーの最初の妻となった。称号は王妃（Malika）。

## 生涯
フアード1世とその2番目の妃ナーズリー・サブリーの間の第2子、長女として生まれた（父王にとっては第4子、次女）。1939年3月16日にカイロのアブデン宮殿（Abdeen Palace）において、イラン王太子モハンマド・レザーと結婚した。夫妻はイラン帰国後もテヘランで2度目の結婚披露宴を行った。結婚の翌年に長女シャーナーズ（1940年 - ）を出産し、翌1941年に夫が王位に就くのに伴い、王妃となった。
しかし結婚生活は不幸で、1945年にエジプトに帰国した際に離婚の意志を表明した。モハンマド・レザーはシャーナーズ王女をイランで育てることを条件に離婚を承諾し、1948年11月17日に正式に離婚が成立した。離婚に関する公式声明では、原因はイランの気候が王妃の健康を損なったためとされ、またこの離婚がエジプトとイランの間の友好関係に影響することは無いとされた。1949年3月28日にカイロにおいて、エジプト陸軍・海軍大臣などを務めたイスマーイール・シーリーン将軍（1919年 - 1994年）と再婚し、ナディア（1950年 - 2009年）とフサイン（1955年 - ）の1男1女をもうけた。前夫モハンマドも1951年にイラン人貴族の娘ソラヤー・エスファンディヤーリー・バフティヤーリーと再婚した。
ファウズィーヤは王妃となって間もなく、写真誌『ライフ』の1942年9月21日号のカバーを飾った。撮影を担当したセシル・ビートンは、彼女の美しさを「ハート型の完璧な面立ち、奇妙に淡いが射抜くような碧眼をもつ、アジアの美神（“Asian Venus...[with] a perfect heart-shaped face and strangely pale but piercing blue eyes.”）」と形容した。